# Letis albifimbria
Letis albifimbria är en fjärilsart som beskrevs av Walker 1867. Letis albifimbria ingår i släktet Letis och familjen nattflyn. Inga underarter finns listade i Catalogue of Life.